# Expédition de San Juan
Guerre d'indépendance des États-Unis
L'expédition de San Juan est une opération militaire montée en 1780 par les forces du royaume de Grande-Bretagne pendant la guerre anglo-espagnole parallèle à la guerre d'indépendance des États-Unis. La petite forteresse espagnole de San Juan del Norte sur la Côte des Mosquitos, dans la Capitainerie générale du Guatemala (aujourd'hui au Nicaragua), est assiégée par un corps expéditionnaire britannique venu de la Jamaïque. Le siège dure du 13 au 29 avril : la petite garnison, à court de munitions, doit se rendre. Mais le corps britannique est décimé par les fièvres tropicales et incapable de continuer son avance, d'autant plus que le gouverneur espagnol du Guatemala, Matías de Gálvez y Gallardo, a mis le fleuve en état de défense. Les Britanniques doivent se rembarquer le 25 novembre en ayant perdu entre 1 000 et 2 500 morts. Un jeune capitaine de la Royal Navy, Horatio Nelson, a pris part à cette expédition.

## Contexte

### L'Amérique centrale espagnole sur la défensive

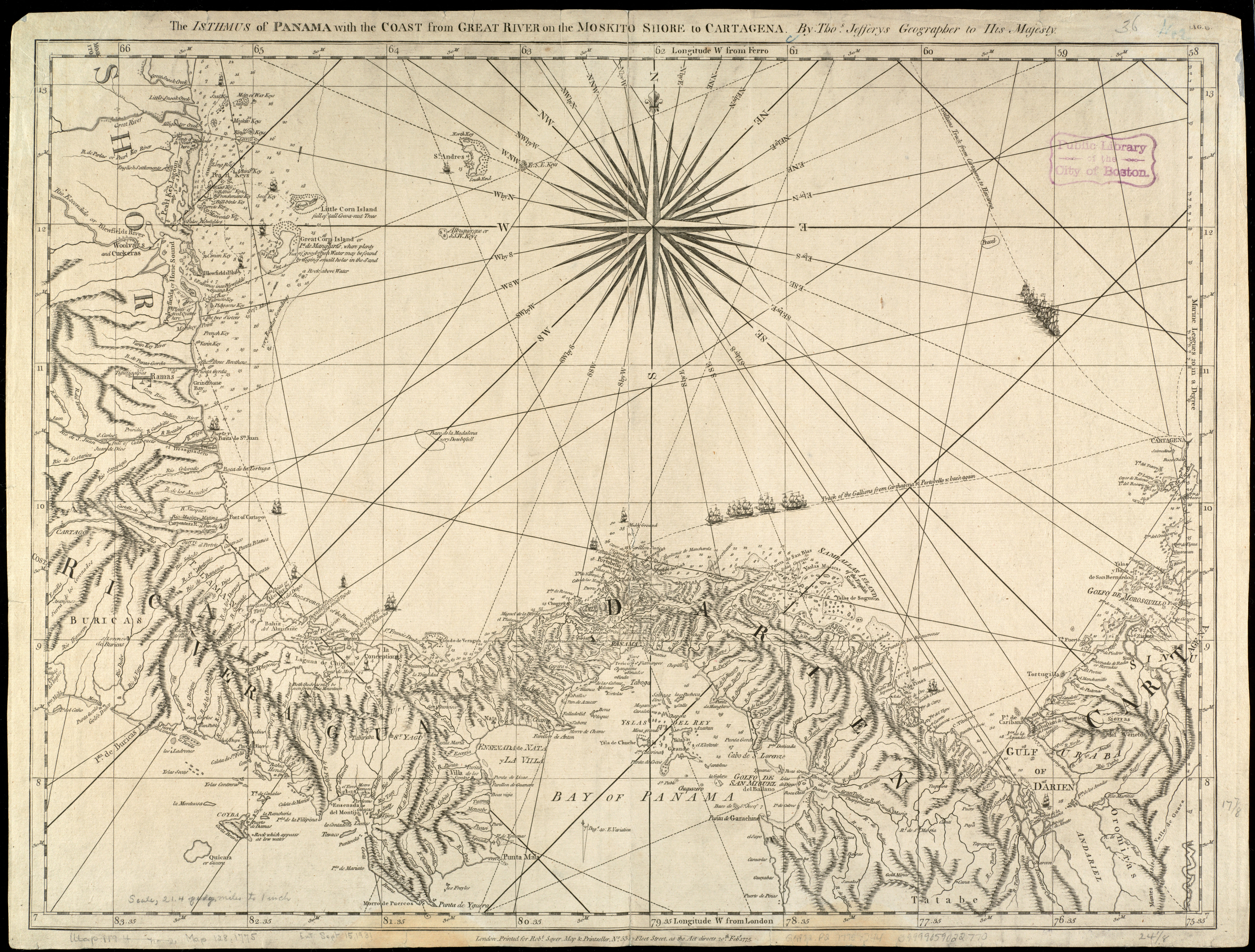
L'Amérique centrale avec la Punta San Juan à l'embouchure du fleuve du même nom, carte de Thomas Jefferys, 1775.

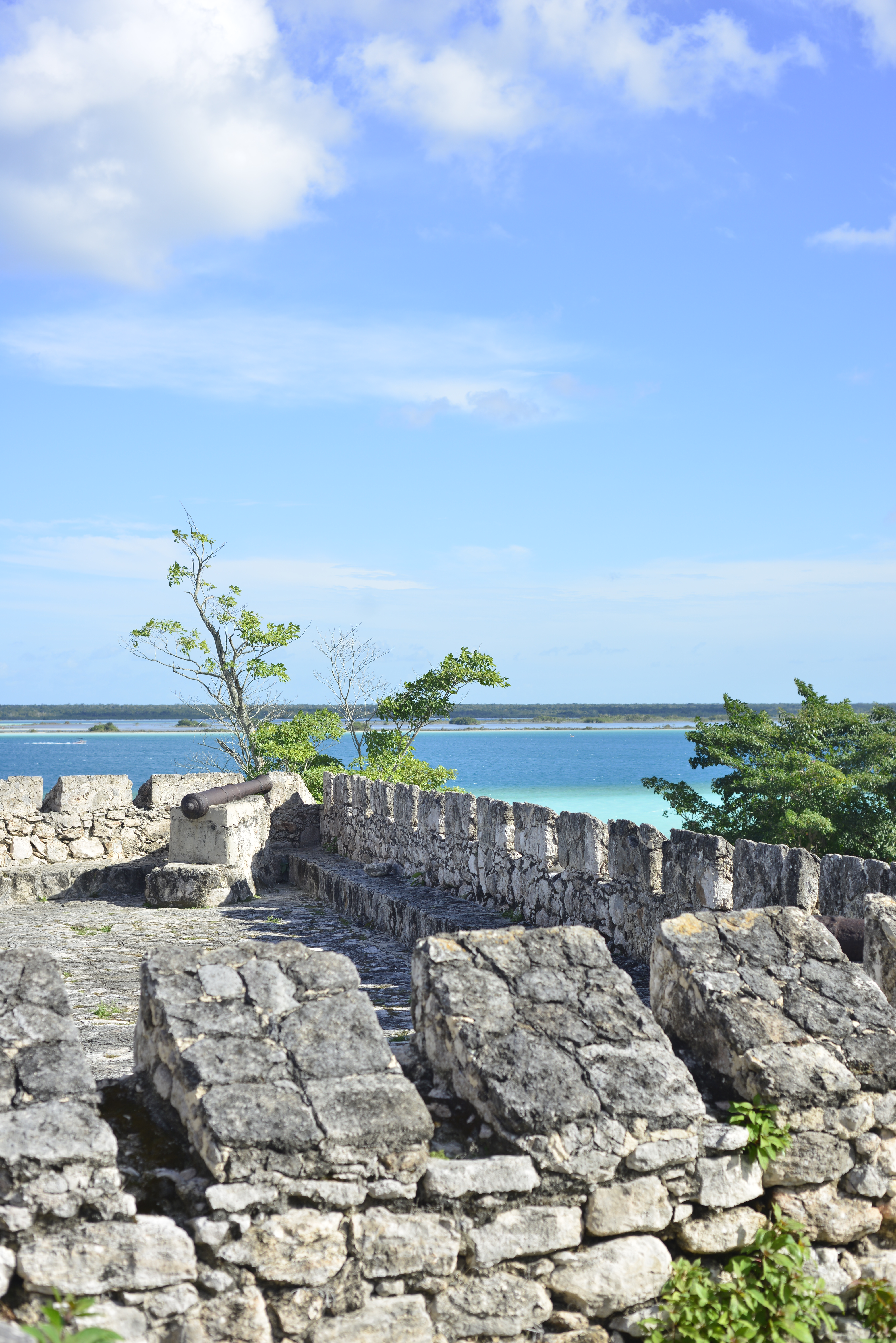
Vieux fort espagnol de Bacalar.

Au XVIIIe siècle, l'empire espagnol d'Amérique est un espace immense de 15 millions de km², peuplé de 19 millions d'habitants et divisé en 4 vice-royautés et 6 capitaineries générales. La capitainerie générale du Guatemala, qui couvre les pays de l'isthme d'Amérique centrale, n'est pas la plus prestigieuse ; elle a pourtant une université à Ciudad de Guatemala et une route postale la relie à San Francisco, à 4 600 km au nord. Le recensement espagnol de 1778 donne à la capitainerie générale une population de 805 339 habitants dont 430 859 dans ce qui correspond à l'actuelle république de Guatemala, qui est la partie la plus peuplée, et 274 480 au total dans les autres districts, Chiapas, Honduras, Nicaragua, Salvador et Costa Rica.
Les Espagnols nés dans la péninsule forment la classe dominante de l'administration et de l'armée. Les créoles, Blancs d'origine espagnole nés aux colonies, sont parfois riches mais écartés des plus hauts emplois. La masse des Indiens, Noirs et métis forme le bas de la société. L'engagement de Charles III d'Espagne dans la guerre anglo-espagnole de 1761-1763 (en), prolongement colonial de la guerre de Sept Ans, puis dans la guerre d'indépendance des États-Unis à partir de 1779 l'incite cependant à renforcer la défense de ses colonies pour les défendre contre les ambitions coloniales de la Grande-Bretagne. Il développe les bataillons de milice blancs, indiens ou mulâtres. Les fils des riches familles créoles, longtemps réfractaires au service dans l'armée, sont de plus en plus sensibles au prestige des armes, le Real Servicio de su Majestad. Dans les régiments coloniaux de l'armée régulière, les créoles représentent environ 35% des officiers entre 1740 et 1760 ; ils dépassent 50% entre 1770 et 1780 pour atteindre 75% à la fin du siècle. Ils constituent aussi presque tout l'encadrement de la milice, avec des recrues de couleur.
La garnison citadine de Guatemala se distingue surtout par ses uniformes chamarrés : les dragons de Guatemala ont peut-être les capotes et casaques les plus colorées du continent. Les officiers, péninsulaires ou créoles, forment une élite mondaine liée par mariages. Les sergents sont pour la plupart des péninsulaires, vétérans des guerres européennes. L'isthme de Panama, position stratégique et commerciale qui assure la liaison entre les Amériques et l'Europe, a une garnison plus conséquente, le Batallón fijo, avec des places fortes à Ciudad de Panamá, Chagres et Portobelo. Ses officiers et soldats peuvent tirer de gros profits du trafic de l'isthme et devenir de riches propriétaires de mines ou d'haciendas. La milice d'Amérique centrale, forte de 60 000 à 80 000 hommes sur le papier, est formée, comme ailleurs, de recrues de couleur encadrés par les élites créoles.
Les petites garnisons le long du golfe du Mexique et de l'océan Pacifique, Petén Itzá, Omoa, Bacalar, Ciudad del Carmen, Golfe Dulce, La Imaculada Concepcion del Río San Juan, Matina, perdues dans la jungle et la mangrove, presque oubliées de la métropole qui néglige de leur envoyer la relève et la solde. Les soldats, le plus souvent des péninsulaires, survivent tant bien que mal, vêtus d'un chapeau de paille et d'un pantalon court, endettés auprès de la cantine (es), mariés à des Indiennes ou à des métisses. Seules les incursions des Anglais et des Indiens Mosquitos leur rappellent parfois qu'ils sont soldats.

### Plans de guerre britanniques

Soldat des Royal Marines surveillant une cargaison, dessin de Gabriel Bray, v. 1774.

En 1779, John Dalling, gouverneur de la Jamaïque dans les Indes occidentales britanniques, forme le projet de conquérir le Nicaragua pour couper les communications entre les colonies espagnoles. Il s'agit de débarquer à l'embouchure du Río San Juan et de marcher sur Granada. Dalling envisage d'occuper une base sur l'océan Pacifique et, à terme, de préparer la conquête du Mexique, et « le Pérou deviendrait une proie facile ». La Grande-Bretagne pourrait ainsi à la fois accaparer le commerce de ces régions et couper leurs communications avec la métropole espagnole.
L'embouchure du Río San Juan, à cette époque, assure un bon mouillage et son cours est la voie la plus directe vers le lac Nicaragua. Il marque la limite entre les provinces de Nicaragua et Costa Rica, ce qui donnera lieu, en 1887, à une contestation frontalière entre les deux républiques : les Nicaraguayens font valoir que la forteresse de Castillo Viejo avait été construite sous l'autorité du gouverneur du Nicaragua. Le fort de San Juan est à 8 km de la côte et Dalling, qui se base sur la carte trompeuse de Thomas Jefferys et n'a pas d'indications précises sur la géographie de la région, croit à tort que la rivière sera navigable et facile à remonter.

### Forces britanniques
Les forces terrestres, commandées par le capitaine John Polson (avec le grade temporaire de major), comptent 3 000 hommes dont 100 réguliers du 60e régiment, 140 du 79e régiment de volontaires (en) de Liverpool, 240 des Royal Jamaica Volunteers, 250 de la Jamaica Legion, 125 du Royal Batteaux Corps et un nombre indéterminé de volontaires noirs. Le 60e régiment est une unité volontaire de loyalistes nord-américains qui ont choisi le camp britannique : il est considéré comme une unité disciplinaire où on verse les déserteurs lorsqu'ils sont repris et il est souvent engagé dans des opérations à taux élevé de pertes. Le 79th Regiment of Foot est un régiment d'infanterie de marine levé pour la durée de la guerre.
La conduite du volet naval de l'opération est confiée à un jeune capitaine de 21 ans de la Royal Navy, Horatio Nelson, qui commande la petite frégate Hinchinbrook. Nommé en janvier, c'est son deuxième commandement : il doit sa promotion inhabituellement rapide aux maladies qui affectent plusieurs de ses collègues et, semble-t-il, à la confiance qu'il inspire à ses supérieurs. Il a manqué les combats du début de la guerre et regrette de n'avoir pas été envoyé lors de l'attaque française contre Savannah en septembre-octobre 1779 : il n'a encore assuré qu'un service de patrouille entre la Jamaïque et la côte des Mosquitos.

## Opérations

### Siège et prise du fort

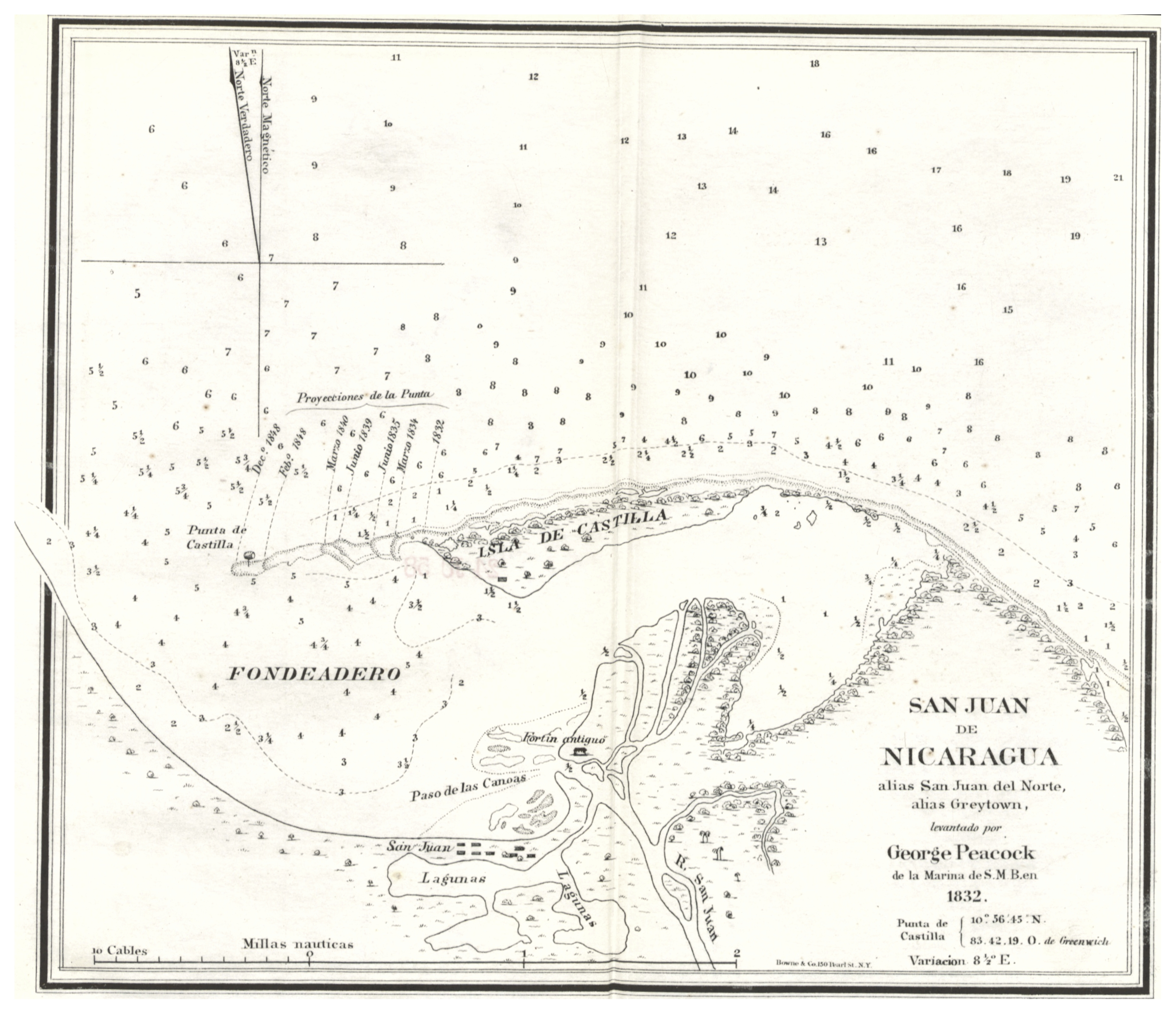
L'embouchure du Río San Juan avec le vieux fort (Fortin antiguo), carte de 1832.

Après plusieurs jours perdus à attendre des alliés Mosquitos qui n'arrivent pas, les Britanniques débarquent le 24 mars 1780. La remontée du fleuve est beaucoup plus difficile que prévu : les Britanniques doivent plusieurs fois décharger leurs barques et ne peuvent emporter qu'une quantité insuffisante de vivres et de munitions.
Le capitaine Nelson part en tête avec 47 marins et Royal Marines plus quelques Indiens : il franchit un chenal difficile et attaque par surprise un avant-poste dont il s'empare. Cependant, les autres commandants sont moins rapides et préfèrent une approche lente et méthodique. L'expédition a perdu du temps et arrive à la fin de la saison sèche, qui va de janvier à avril. Les troupes de Polson, divisées en deux corps, se déploient autour de la forteresse.
Le siège commence le 13 avril. La garnison espagnole, forte de 160 à 208 hommes commandés par Juan de Ayssa, refuse de se rendre. Le capitaine Nelson et le lieutenant Edward Despard placent leur unique canon de campagne sur une colline dominant le fort : leur premier boulet coupe le drapeau espagnol. Les Britanniques, n'ayant pas pu prendre le fort avant la fin de la saison sèche, sont exposés aux pluies et contractent toutes les maladies tropicales, fièvre jaune, malaria, dysenterie et typhoïde. Nelson lui-même tombe malade et doit être évacué par la rivière le 28 avril. Le 29 avril, Juan de Ayssa, à court de munitions, de vivres et d'eau potable, présente sa reddition. Les Britanniques lui accordent les honneurs de la guerre.
Au moment où les Britanniques lèvent leur drapeau sur le fort, ils voient apparaître sur la rive du fleuve une colonne de secours espagnole de 500 hommes commandée par le gouverneur Matías de Gálvez y Gallardo. Celui-ci, voyant que le sort de la place est déjà joué, se replie ; les Britanniques ne sont pas en état de le poursuivre.

### Impasse et rembarquement

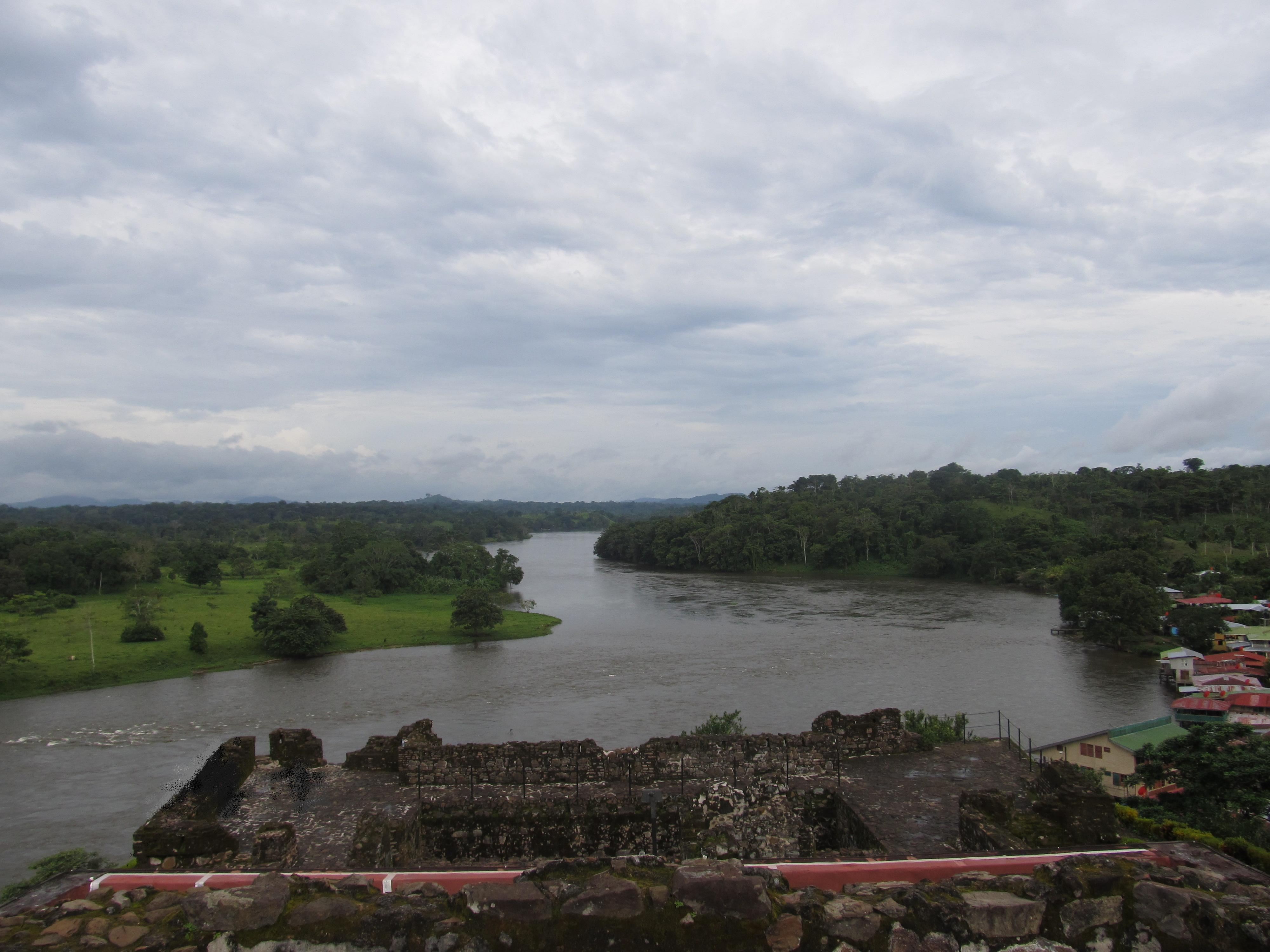
Ruines du vieux fort de San Juan en 2011.

Le 20 avril, le lieutenant-colonel Stephen Kemble, un loyaliste américain natif de New York et engagé au service des Britanniques, débarque à Bluefields avec un renfort de 250 réguliers britanniques et 270 hommes de la Jamaica Legion. Il marche vers le fort de San Juan qu'il atteint le 15 mai pour prendre le commandement à la place de Polson. Il trouve les troupes désemparées, décimées par les maladies. L'équipage de Nelson a perdu 90 hommes sur 100. Le gouverneur espagnol Matías de Gálvez a fait mettre les forteresses de l'intérieur en état de défense et rendu toute progression impossible pour une troupe aussi épuisée. Kemble passe deux mois à tenter de remettre sur pied la petite troupe pour marcher vers le lac Nicaragua. Il finit par y renoncer et, le 27 juillet, repart vers la côte avec la plus grande partie des rescapés, laissant quelques hommes pour garder le fort.
Depuis la Jamaïque, le général Dalling s'obstine à demander à Kemble d'appliquer son plan et de marcher vers l'intérieur « par une rivière ou une autre ». Cependant, le conseil de la colonie de Jamaïque vote contre l'envoi de renforts dans cette opération mal engagée. Ce n'est que le 25 novembre que Kemble reçoit l'ordre d'évacuer la rivière San Juan et de faire sauter le fort ; le lieutenant Despard est chargé de cette destruction qui restera incomplète.

## Conséquences

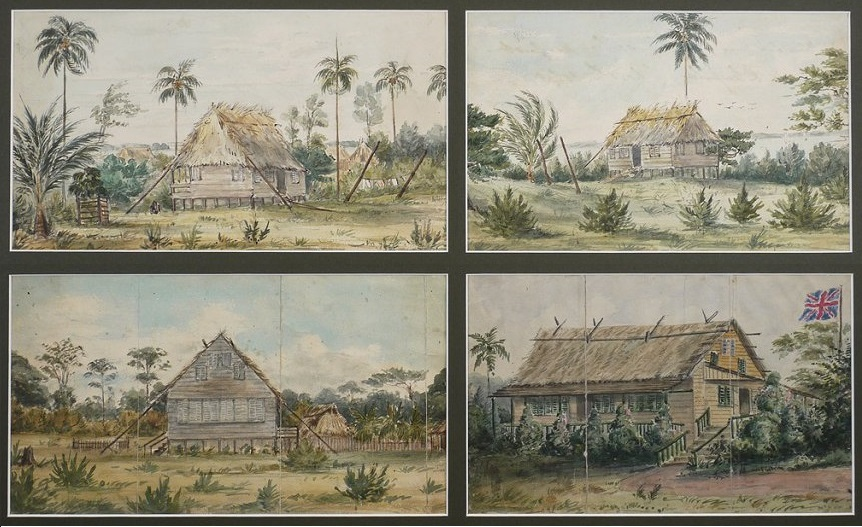
Village des Indiens Mosquitos à Bluefields, 1845.

Les pertes britanniques sont estimées entre 1 080 et 2 500 morts, ce qui en fait une des opérations les plus meurtrières de tout le conflit pour la Grande-Bretagne. L'échec de l'expédition s'explique par une mauvaise préparation, les intempéries, les fièvres, mais aussi par l'absence de soutien de la part des Indiens et même des colons anglais de la côte des Mosquitos : ceux-ci trouvent plus de profit à continuer leur contrebande avec les Espagnols qu'à participer à une entreprise de conquête ; ils vont jusqu'à décourager les Mosquitos en leur faisant croire que les Tuniques rouges viennent pour les réduire en esclavage et les emmener à la Jamaïque. Le major James Lawrie, chargé de recruter des volontaires parmi les autochtones, ne peut lever que 12 colons blancs, 60 Noirs et 230 Mosquitos. Les Indiens et les Noirs ne tardent d'ailleurs pas à déserter.
Les Espagnols réoccupent le fort au début de janvier 1781. Le commandant Juan de Ayssa passe la fin du conflit comme prisonnier de guerre à la Jamaïque. Cependant, une fois libéré après le traité de Versailles, il est promu lieutenant-colonel en considération de sa défense courageuse qui a donné le temps aux Espagnols de mettre leur colonie en état de défense. Il est nommé gouverneur du Nicaragua en 1783.

## Sources et bibliographie
- (en) Cet article est partiellement ou en totalité issu de l’article de Wikipédia en anglais intitulé « San Juan Expedition (1780) » (voir la liste des auteurs) dans sa version du 22 septembre 2020.
- Micheal Clodfelter, Warfare and Armed Conflicts: A Statistical Encyclopedia of Casualty and Other Figures 1492-2015, Micheal Clodfelter, 2017, p. 129
- Compagnie Belge de Colonisation, Collection de tous les documents relatifs au Guatemala, Bruxelles, 1847
- G. Desdevises du Dezert, Les colonies espagnoles au XVIIIe siècle. In: Revue belge de philologie et d'histoire, tome 3, fasc. 2, 1924. p. 289-298
- José Dolores Gómez, Historia de Nicaragua desde los tiempos prehistóricos hasta 1860: en sus relaciones con España, Mexico y Centro-America, Banco de America, 1975.
- Alfred Thayer Mahan, The Life of Nelson: The Embodiment of the Sea Power of Great Britain, 1897, réed. Cambridge University, 2010
- Juan Marchena Fernandez, « Armée et changement social en Amérique à la fin du XVIIIe siècle », in Joseph Perez (dir.), L'Amérique espagnole à l'époque des Lumières, CNRS, Paris, 1987
- David Marley, Wars of the Americas: a chronology of armed conflict in the New World, 1492 to the present, ABC-CLIO, Santa Barbara, USA, 1998
- Francisco de Saavedra de Sangronis et Francisco Morales Padrón, Diario de don Francisco de Saavedra, Universidad de Sevilla, Madrid, 2004
- Andrew Jackson O'Shaughnessy, The Men Who Lost America, Andrew Jackson O'Shaughnessy ed., 2013,
- Robert Southey, The Life of Horatio Lord Nelson, Teddington (UK), Echo Library, 2007
- El tratado de límites firmado entre Nicaragua y Costa Rica el 15 de abril de 1858, Washington D.C., 1887,